# Mrigala
Mrigala è una suddivisione dell'India, classificata come census town, di 17.664 abitanti, situata nel distretto di Hooghly, nello stato federato del Bengala Occidentale. In base al numero di abitanti la città rientra nella classe IV (da 10.000 a 19.999 persone).

## Geografia fisica
La città è situata a 22° 40' 25 N e 88° 17' 23 E.

## Società

### Evoluzione demografica
Al censimento del 2001 la popolazione di Mrigala assommava a 17.664 persone, delle quali 9.088 maschi e 8.576 femmine. I bambini di età inferiore o uguale ai sei anni assommavano a 1.922, dei quali 970 maschi e 952 femmine. Infine, coloro che erano in grado di saper almeno leggere e scrivere erano 12.822, dei quali 7.048 maschi e 5.774 femmine.